# Fürstengruft
Der Begriff Fürstengruft bezeichnet allgemein das Erbbegräbnis bzw. die Grablege für verstorbene Mitglieder eines (ehemaligen) Fürstenhauses in Form einer Gruft in der Krypta oder in einem Chorgewölbe einer Kirche. Üblich war die Beisetzung in kunstvoll gestalteten Prunksärgen aus Zinn, Blei oder Stein – Holz fand wegen seiner schnellen Verrottung meist nur für Innensärge Verwendung.
Beispiele im deutschen Raum sind unter vielen anderen die:
- Weimarer Fürstengruft
- Fürstengruft der Herzöge von Sachsen-Gotha-Altenburg in der Schlosskirche von Schloss Friedenstein zu Gotha
- Kurfürstengruft in der Mannheimer Schlosskapelle
- Wittelsbachergruft in der Kirche St. Michael zu München
- Wittelsbachergruft in der Hofkirche St. Kajetan zu München
- Wittelsbachergruft (Linie Pfalz-Neuburg) in der Kirche St. Andreas zu Düsseldorf
- Fürstengruft und fürstliche Grabmäler in der Stiftskirche St. Lambertus in Düsseldorf
- Grablege der Grafen und Herzöge von Berg sowie der Herzöge von Jülich-Berg im Altenberger Dom
- Hohenzollerngruft im Berliner Dom
- Welfengruft im Braunschweiger Dom
- Fürstengruft der Celler Welfen in der Stadtkirche St. Marien zu Celle[1]
- Wettinergruft in der Katholischen Hofkirche in Dresden (Kurfürsten und Könige der albertinischen Linie)
- Wettinergruft im Freiberger Dom (Herzöge und Kurfürsten der albertinischen Linie)
- Kapuzinergruft der Habsburger
- Herzgruft der Habsburger in der Kirche St. Augustin zu Wien
- Eingeweidegruft der Habsburger im Stephansdom zu Wien
- Gruft der Tiroler Habsburger im Stift Stams
- Gruft der Herren von Fürstenberg-Stammheim auf dem Apollinarisberg in Remagen
- Gruft der Württembergischen Landesherren in der Stiftskirche zu Stuttgart
- Gruft der Herzöge von Württemberg-Neuenstadt in der Nikolauskirche in Neuenstadt am Kocher
- Fürstengruft der wettinisch-albertinischen Herzöge von Sachsen-Zeitz in der Schlosskirche St. Peter und Paul
- Gruft der wettinisch-albertinischen Herzöge von Sachsen-Weißenfels in der Schlosskirche von Neu-Augustusburg zu Weißenfels
- Gruft der wettinisch-albertinischen Herzöge von Sachsen-Merseburg im Merseburger Dom
- Gruft der Landgrafen von Hessen-Darmstadt in der Stadtkirche zu Darmstadt
- Gruft der wettinisch-ernestinischen Herzöge von Sachsen-Altenburg in der Schlosskirche von Schloss Altenburg
- Fürstengruft der Fürsten von Anhalt-Bernburg in der Schlosskirche zu Bernburg
- Fürstengruft der Fürsten von Anhalt-Köthen in der St. Jakob zu Köthen
- Grablege der Markgrafen von Baden und Baden-Baden in der Stiftskirche zu Baden-Baden sowie in der Fürstenkapelle von Kloster Lichtenthal
- Grablege der Markgrafen von Baden-Durlach in der Schloss- und Stiftskirche St. Michael zu Pforzheim
- Großherzoglich-Badische Grabkapelle im Fasanengarten in Karlsruhe
- Herzogliche Gruftkapelle in Meiningen
- Fürstenkapelle der wettinischen Markgrafen von Meißen im Meißner Dom
- Gräber der Herzöge von Mecklenburg-Schwerin im Schweriner Dom
- Gräber der Herzöge von Mecklenburg-Güstrow im Güstrower Dom
- Gruft der Herzöge von Mecklenburg-Strelitz in der Schlosskirche Mirow
- Gruft der hohenzollernschen Markgrafen von Brandenburg-Ansbach in der St.-Gumbertus-Kirche zu Ansbach
- Gruft der welfischen Herzöge von Braunschweig-Wolfenbüttel in der Kirche St. Marien zu Wolfenbüttel
- Gruft der Fürsten von Liechtenstein in der Stiftskirche des Klosters von Vranov u Brna
- Gruft der Herzöge von Pommern-Wolgast
- Grablege des Hauses Nassau-Saarbrücken Stiftskirche St. Arnual
- Grablege der Fürsten zu Salm-Salm in der Fürstlichen Gruftkapelle zu Anholt